# Autorretrato com um cachorro preto (Courbet)
Autorretrato com um Cachorro Preto, Retrato do Artista ou Courbet com um Cachorro Preto (francês: Courbet au chien noir) é uma pintura a óleo sobre tela de 1842 do artista francês Gustave Courbet, retocada pelo artista em 1844. Está agora no Petit Palais em Paris.

## Descrição
Neste autorretrato, Courbet se apresenta como o jovem malandro que era então, com elegância boêmia, movimentando-se com sua prancheta e seu Cocker Spaniel preto em busca em busca de um motivo. A cabeça fina, ainda sem pelos, emoldurada por longos cabelos negros e encaracolados, dá-nos a beleza de um jovem confiante e já pronto para conquistar Paris.